# Główny Komitet Kultury Fizycznej i Turystyki
Główny Komitet Kultury Fizycznej i Turystyki (GKKFiT) – organ administracji PRL.
Pierwotnie w 1960 Główny Komitet Kultury Fizycznej został przemianowany w Główny Komitet Kultury Fizycznej i Turystyki. W 1978 GKKFiT został podzielony na Główny Komitet Kultury Fizycznej i Sportu i Główny Komitet Turystyki.
GKKFiT został ponownie utworzony w 1985, gdy scalone zostały Główny Komitet Kultury Fizycznej i Sportu i Główny Komitet Turystyki. W 1988 został zastąpiony przez nowy resort, Komitet ds. Młodzieży i Sportu.